# Западен Манич
Западен Манич (Манич) (на руски: Западный Маныч, Маныч) е река в Ставрополски край, Република Калмикия и Ростовска област на Русия, ляв приток на Дон. Дължина от изтичането от езерото Манич-Гудило 219 km, дължина от бифуркацията на река Калаус 420 km, дължина с река Калаус 856 km. Площ на водосборния басейн 35 400 km², от които 2060 km² са езера, с водосборния басейн на Калаус 48 450 km².

## Извор, течение, устие
В различните географски източници началото на река Западен Манич е различно. Според по-малко от тях за начало на реката се смята северозападният ъгъл на езерото Манич-Гудило от където тя е изтичала до изграждането на Пролеталското водохранилище и оттук до устието дължината на реката е била 219 km. След изграждането на преградната стена на водохранилището на около 70 km по-надолу, при град Пролетарск езерото изцяло попада в пределите на водохранилището и началото на Западен Манич вече не е на старото си място, а стената на водохранилището. Според Държавният воден регистър на Русия за начало на Западен Манич се смята бифуркацията на река Калаус, намираща се на 27 m н.в., на около 38 km южно от град Елиста, на границата между Република Калмикия и Ростовска област. Тук река Калаус се разделя на два ръкава. Западният дава началото на река Западен Манич, а източният – началото на река Източен Манич. Към момента бифуркацията на Калаус е „удавена“ от „опашката“ на Чограйското водохранилище, изградено на река Източен Манич. Оттук до устието си река Западен Манич има дължина 420 km, а заедно с река Калаус дължината ѝ достига до 856 km и водосборен басейн с площ от 48 450 km².
По цялото си протежение река Западен Манич тече в северозападна посока през Кумо-Маничката падина като преминава през множество предимно малки проточни езера. Всички те, с малки изключения са включени в пределите на трите големи водохранилища изградени по течението ѝ: Пролетарско, Веселовско и Уст Маничко. От север, близо до долината на реката се простира Салско-Маничкото възвишение, поради което десните притоци на Западен Манич са много къси или почти липсват. От юг Кумо-Маничката падина е ограничена от обширното Ставрополско възвишение, най-високите части на което са разположени далеч на юг и поради тази причина левите притоци на Западен Манич са много повече и много по-дълги.
Влива отляво в река Дон при нейния 99 km, на 0 m н.в., при станица Маничкая в Ростовска област.

## Притоци, хидроложки показатели
Както бе посочено по-горе основните притоци на реката са леви: Калаус (436 km), Егорлик (448 km), Среден Егорлик (129 km), Юла (60 km) и други по-малки.
Река Западен Манич има смесено подхранване с преобладаване на снежното с ясно изразено пролетно пълноводие през април. Заледява се в началото на декември, а се размразява в края на март или началото на април. По изградения Невинномиски канал и след това по река Егорлик в Западен Манич постъпва голямо количество вода от река Кубан. Голяма част от водите концентрирани в трите водохранилища се използват за напояване. По бреговете на реката са разположени множество населени места, в т.ч. град Пролетарск и районният център село Весели в Ростовска област.